# British Canoe Union
La British Canoe Union (BCU) est la fédération nationale de canoë-kayak en Grande-Bretagne.